# 鄭又菁
鄭又菁是台灣的漫畫家。出生於雲林縣。
代表作為《俠王傳》。

## 人物
- 1992年，以《帥哥警察》於東立《龍少年》月刊開始連載。隨後1995年，以《俠王傳》於東立《寶島少年》週刊開始連載。《俠王傳》以日治時期民間傳說中的抗日義賊廖添丁作為主角的長篇漫畫，後來並獲得84年度國立編譯館優良漫畫獎甲類第3名。
- 後陸續創作改編自中國民間故事梁山泊裡的打虎英雄武松為主角的作品《梁山》、以及探討青少年於黑社會生存為背景的作品《兄弟》等。其畫風深受日本漫畫家池上遼一影響，其人物常帶有一絲的江湖氣息。

## 簡歷
- 1995年 - 以《俠王傳》獲得84年度國立編譯館優良漫畫獎甲類第3名。

## 作品一覽

### 長篇漫畫
- 帥哥警察
- 俠王傳
- 梁山
- 兄弟

### 單行本
- 帥哥警察（全3集）
- 俠王傳（全12集）
- 梁山（全2集）
- 兄弟（全7集）